# Erkelovo divadlo
Erkelovo divadlo (maďarsky Erkel Színház) se nachází v maďarském hlavním městě Budapešti. Jeho jméno odkazuje na maďarského hudebního skladatele Ference Erkela.

## Historie
Budova divadla byla postavena za devět měsíců podle plánů, které vytvořili Dezső Jakab, Marcell Komor und Géza Márkus a vybavena tehdy nejmodernějším zařízením, mimo jiné i varhanami. Jeviště je čtrnáct metrů široké a osm a půl metrů vysoké. Hlediště bylo rovněž velké, o rozměrech 40x10 metrů. Původně to mělo být lidové divadlo v jednoduchém stylu, výjimkou je velká nástěnná malba od Bertalana Póra.
Divadlo bylo otevřeno 7. prosince 1911 jako lidová opera (Volksoper) představením Quo vadis od Jeana Nouguèse (1875–1932). 1. ledna 1914 zde byla premiéra opery Parsifal od Richarda Wagnera. Později byl také uveden kompletní Prsten Nibelungův a všechna další díla tohoto skladatele. Jinak se zde hrávaly zejména operety a baletní představení.
Po několika letech se však myšlenka lidové opery pro dělnickou třídu ukázala být jako nerealizovatelná a za první světové války byla v roce 1915 lidová opera zrušena. V roce 1917 Gábor Faludi budovu modernizoval, snížil počet míst na 2400 a změnil název na Városi Színház (Městské divadlo). Během následujících tří desetiletí se divadlo stalo domovem řady nájemníků a divadelních společností a s nimi i řady různých žánrů a stylů. Mezi lety 1940 a 1945 bylo řízeno přímo městskou radou jako umělecké centrum, ve kterém se hrály opery, ale také koncerty a různé literární akce. Od roku 1946 budova fungovala dva roky jako kino. Od roku 1948 získala svou původní funkci a v roce 1951 se stala druhou scénou Maďarské státní opery až do uzavření roku 2007. Divadlo bylo v roce 1953 přejmenováno na Erkelovo divadlo (Erkel Színház) podle skladatelce Ference Erkela. Významná rekonstrukce proběhla v roce 1961.
Divadlo bylo od června 2007 uzavřeno a hrozilo jeho zbourání. Byla však provedena rozsáhlá rekonstrukce a modernizace a od března 2013 byl znovu zahájen jeho provoz.
Divadlo mělo následující maďarská jména:
- Népopera (1911–1916)
- Városi Színház (1917–1952)
- Erkel Színház (od roku 1953)

Slouží jako druhá scéna Maďarské státní opery a s hledištěm pro 1819 diváků je to největší divadlo v Maďarsku.

## Hostující umělci (výběr)
- Vaslav Nijinsky, Adolf Bolm, Michail Michajlovič Fokin, Anna Pavlovová, Tamara Karsavina a Ida Rubinstein
- Jascha Heifetz
- Béla Bartók
- Arturo Toscanini
- Wilhelm Furtwängler
- Milánská Scala
- Wiener Philharmoniker
- Opéra-Comique Paris
- Yves Montand (1957)
- Nashville Teens (1967)
- Gilbert Bécaud (1968)

## Výběr představení
- Kálmán Nádasdy (režie) a Oláh Gusztáv (výprava): Chovanština (1955), Don Giovanni (1956)
- Lamberto Gardelli (dirigent): Le comte Ory (1960), Macbeth (1961), I Lombardi alla prima crociata (1974)
- Jurij Ljubimov: Don Giovanni
- János Ferencsik (dirigent) a András Mikó (režie): Parsifal
- Kovalik Balázs (regie): Turandot (1997)